# Albaladejo
Albaladejo – gmina w Hiszpanii, w prowincji Ciudad Real, w Kastylii-La Mancha, o powierzchni 48,94 km². W 2011 roku gmina liczyła 1483 mieszkańców.